# Banja Koviljača
Banja Koviljača (kyrillisch Бања Ковиљача) ist eine Kurstadt im Westen Serbiens. Sie liegt an der Grenze zu Bosnien und Herzegowina, die hier vom Fluss Drina gebildet wird, unterhalb des 770 m hohen Berges Gučevo in der Gemeinde Loznica. Banja Koviljača hat etwa 5.500 Einwohner.

## Geschichte

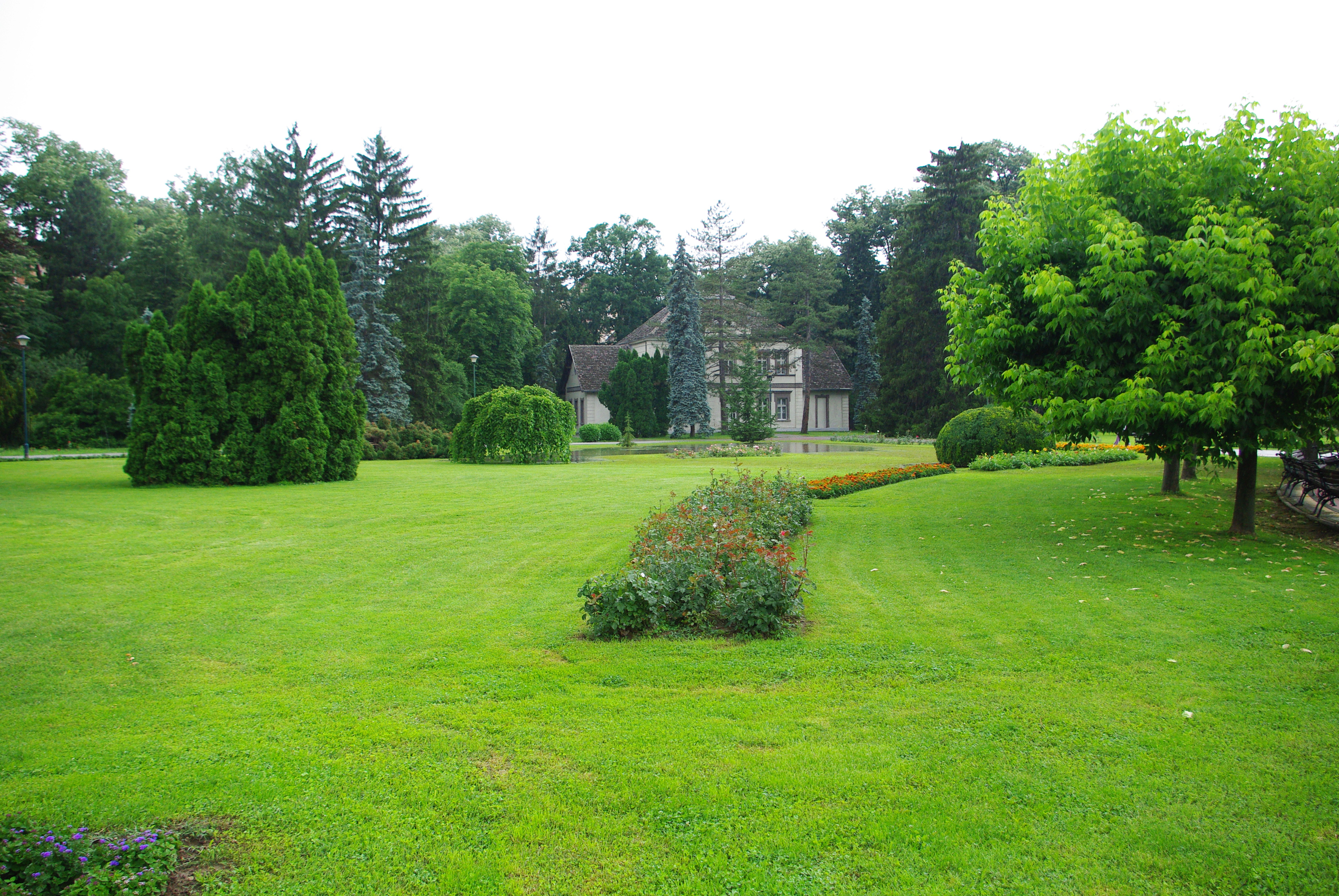
Park Banja Koviljaca

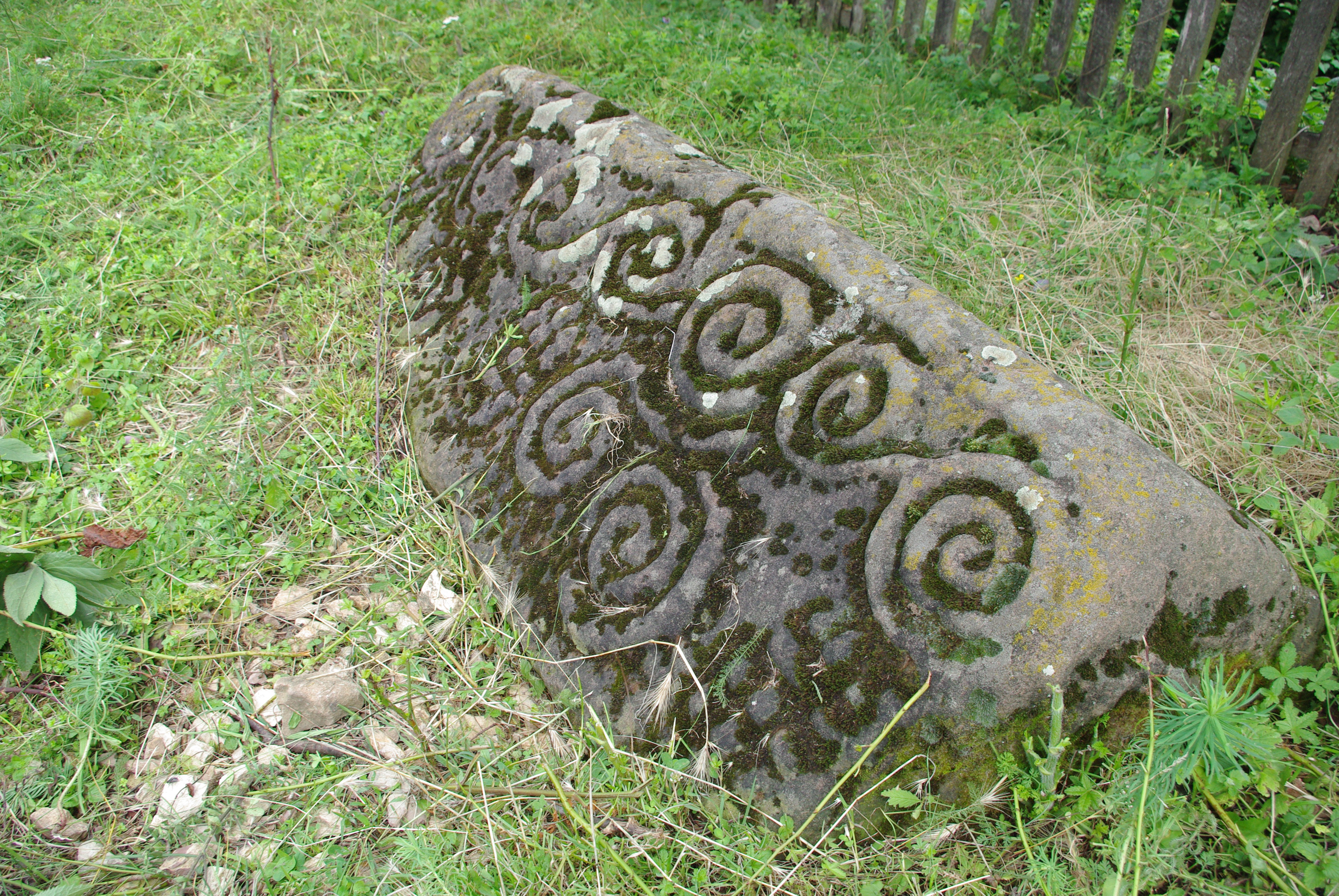
Römischer Stein oben Banja Koviljaca, Koviljkin grad

Der Ort Koviljača (im altserbischen „stärkendes Heilgras“) wurde am 1. August 1898 durch Dekret der serbischen Regierung zum Königsbad mit Namen „Banja Koviljača“ erhoben mit der Maßgabe, entsprechende Einrichtungen und Kurhäuser zu errichten. Diese Maßnahmen wurden im Wesentlichen in der Zeit zwischen 1920 und 1930 – verzögert durch die Balkankriege und den Ersten Weltkrieg – durchgeführt. Vor dieser Benennung hieß die Ortschaft „Koviljkin grad“ und war schon davor seit der römischen Epoche ein begehrter Heilort.
Die Stadt war Endpunkt der Schmalspurbahn Šabac–Banja Koviljača. Im Ersten Weltkrieg war Banja Koviljača Schauplatz größerer Kämpfe zwischen serbischen und österreichischen Truppen. König Alexander I. weihte nach dem Kriegsende ein Denkmal für die gefallenen Soldaten auf dem Berg Gučevo ein.

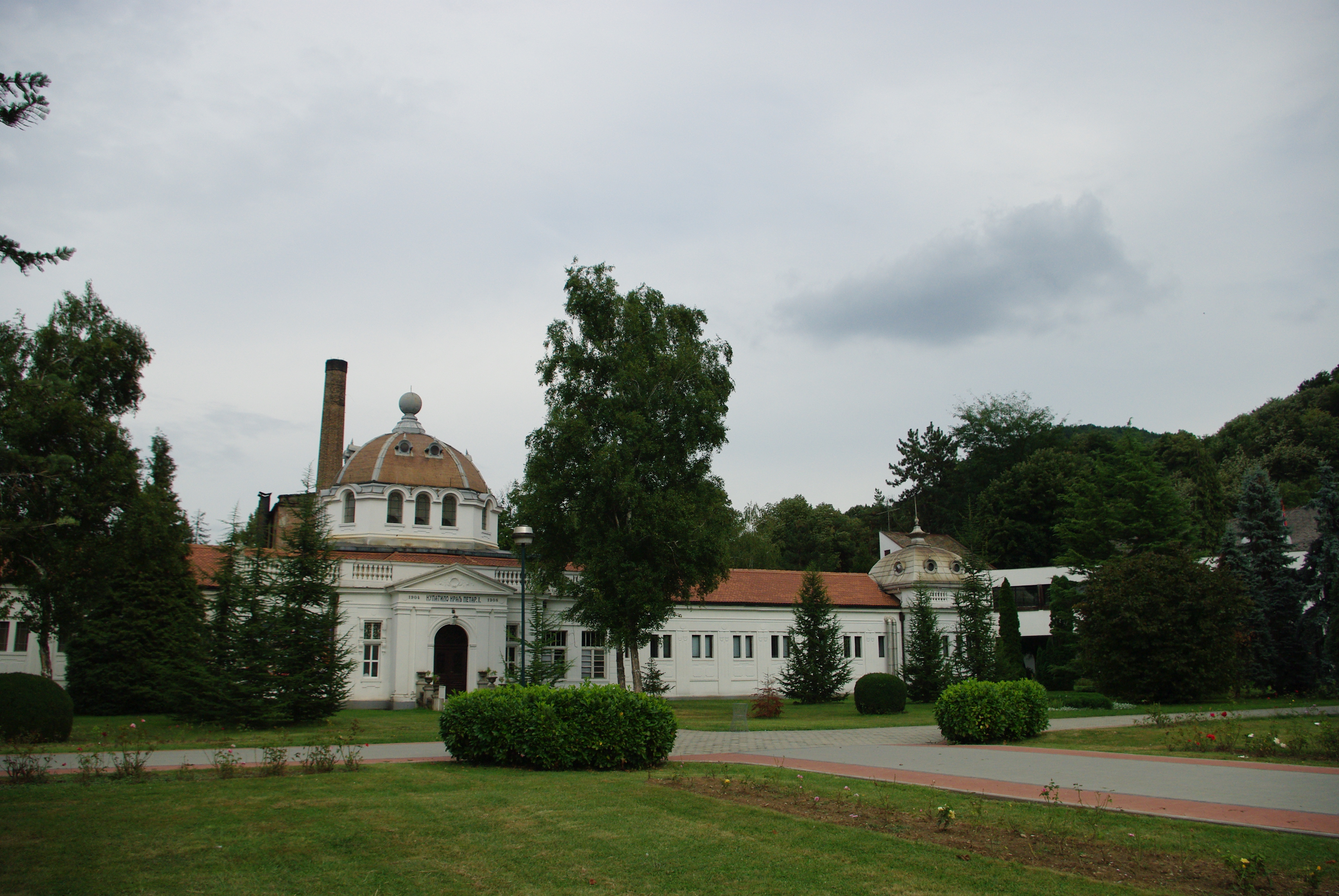
König Peter’s Bad in Banja Koviljaca
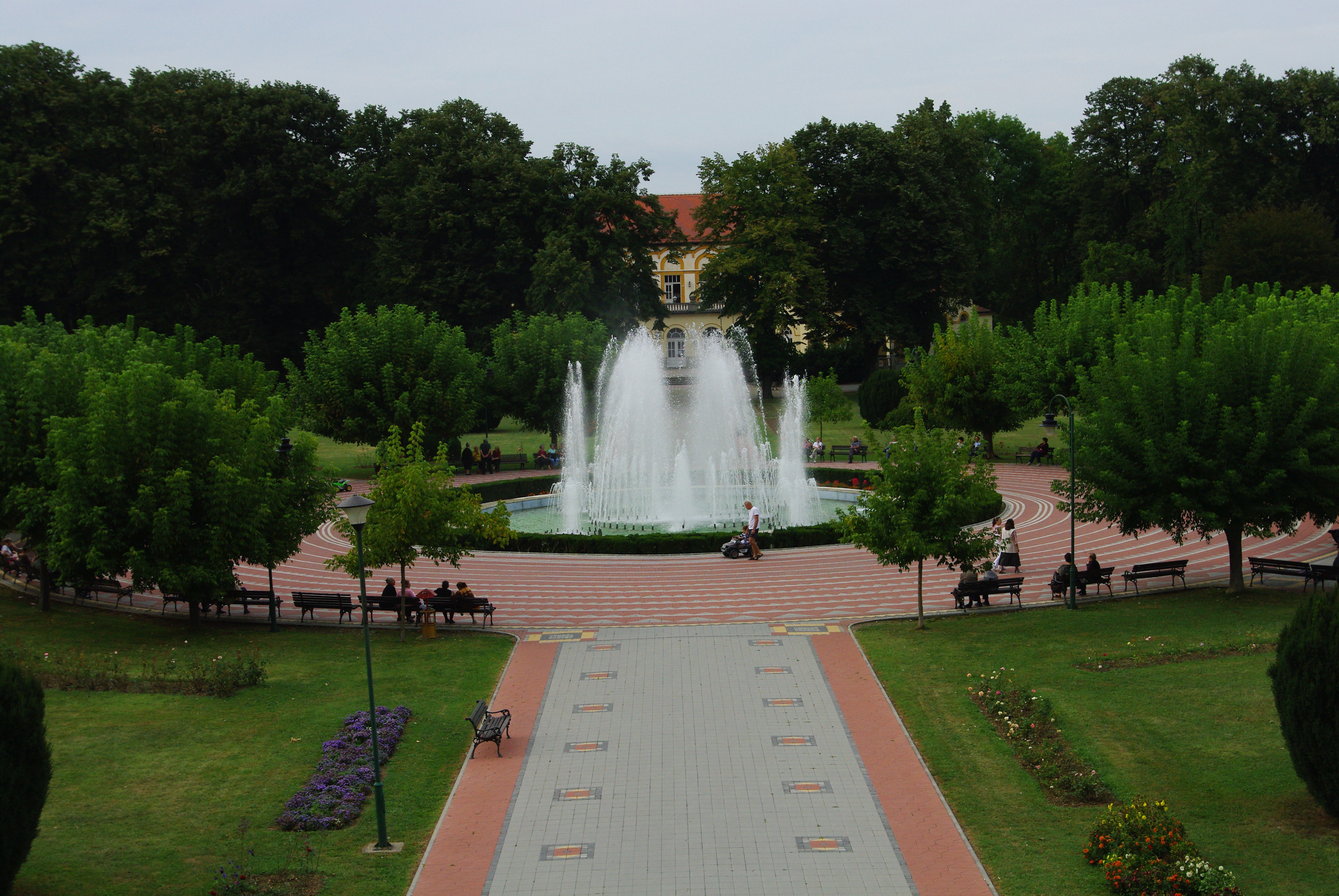
Brunnen in Banja Koviljaca
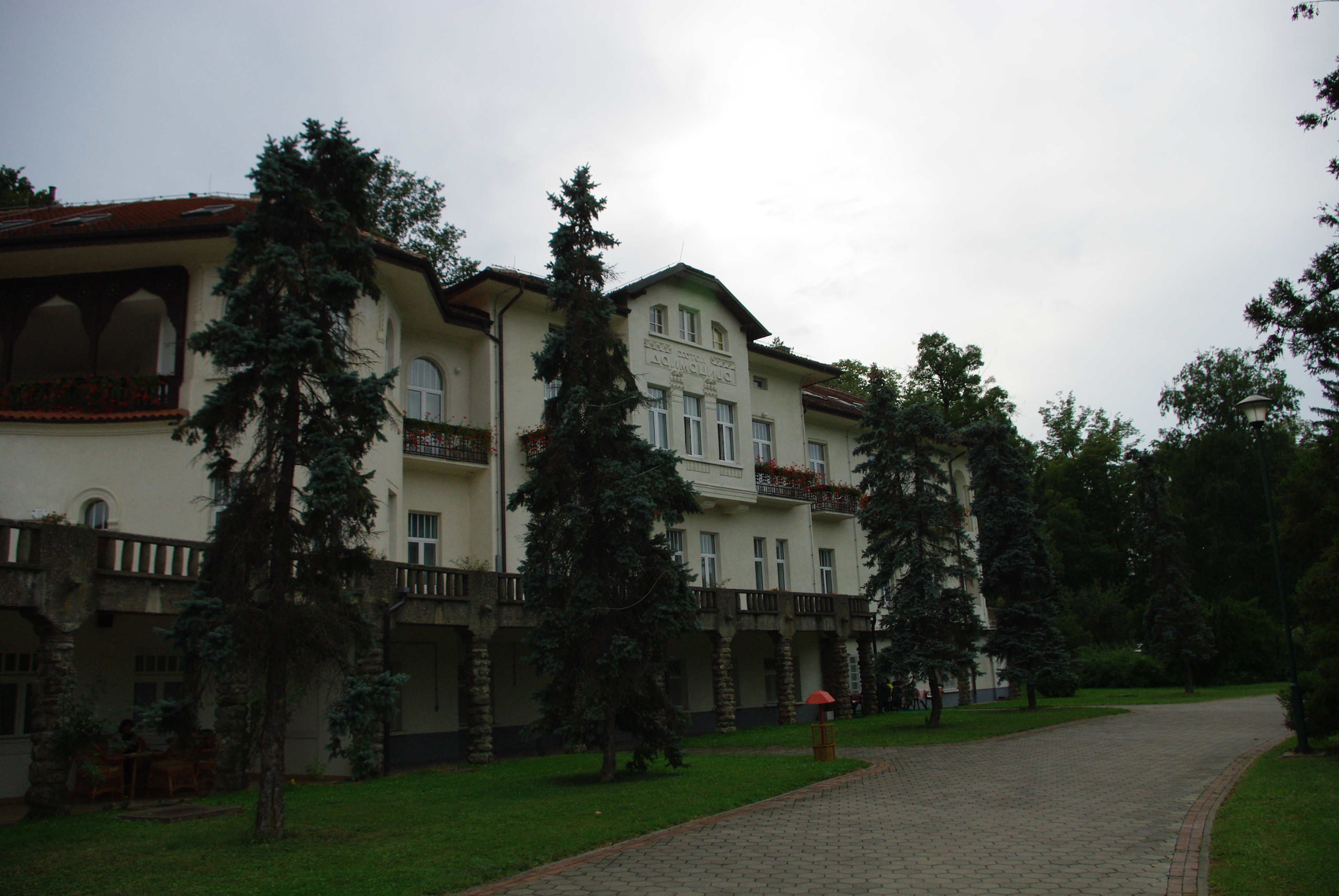
Hotel Dalmatien
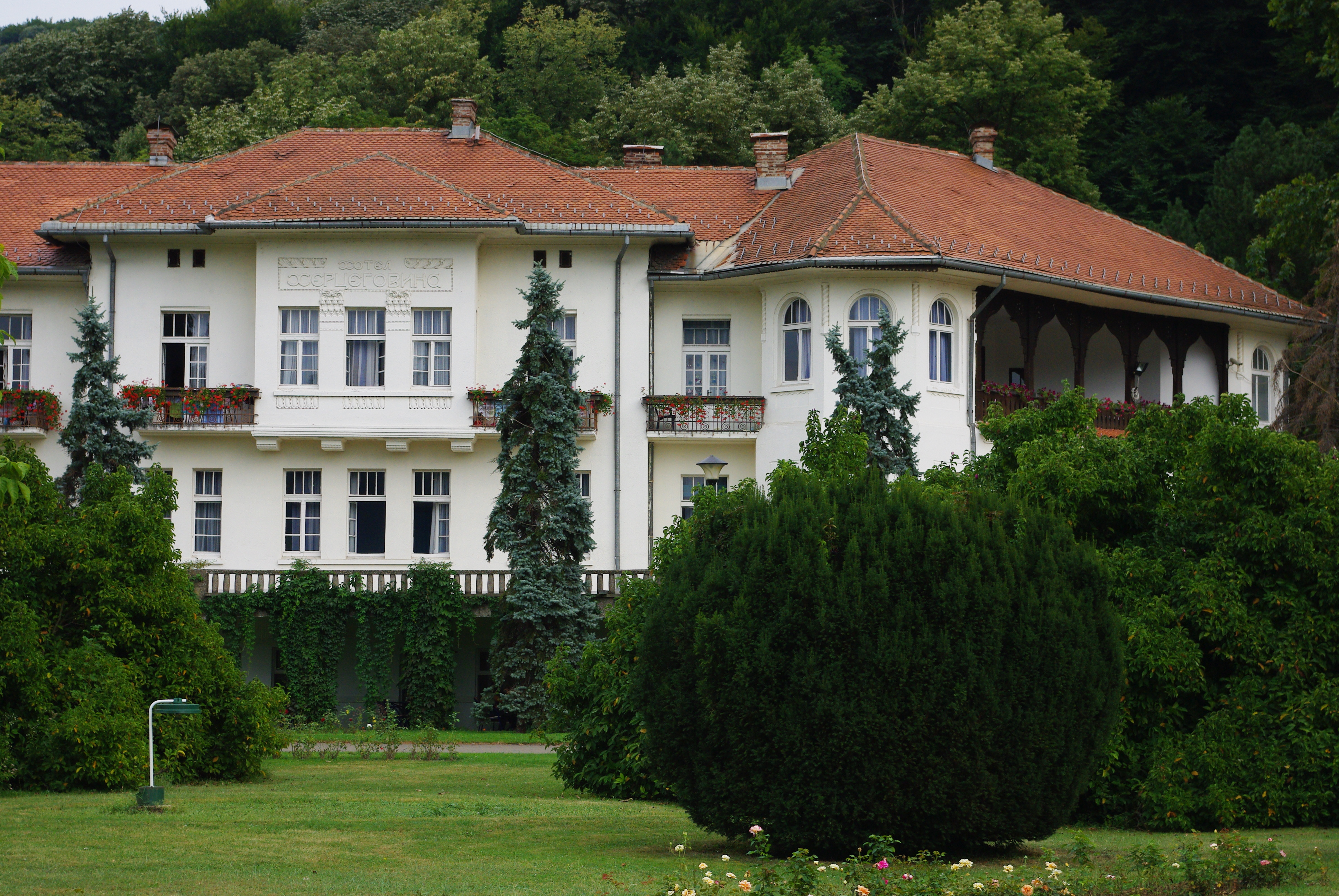
Hotel Herzegowina
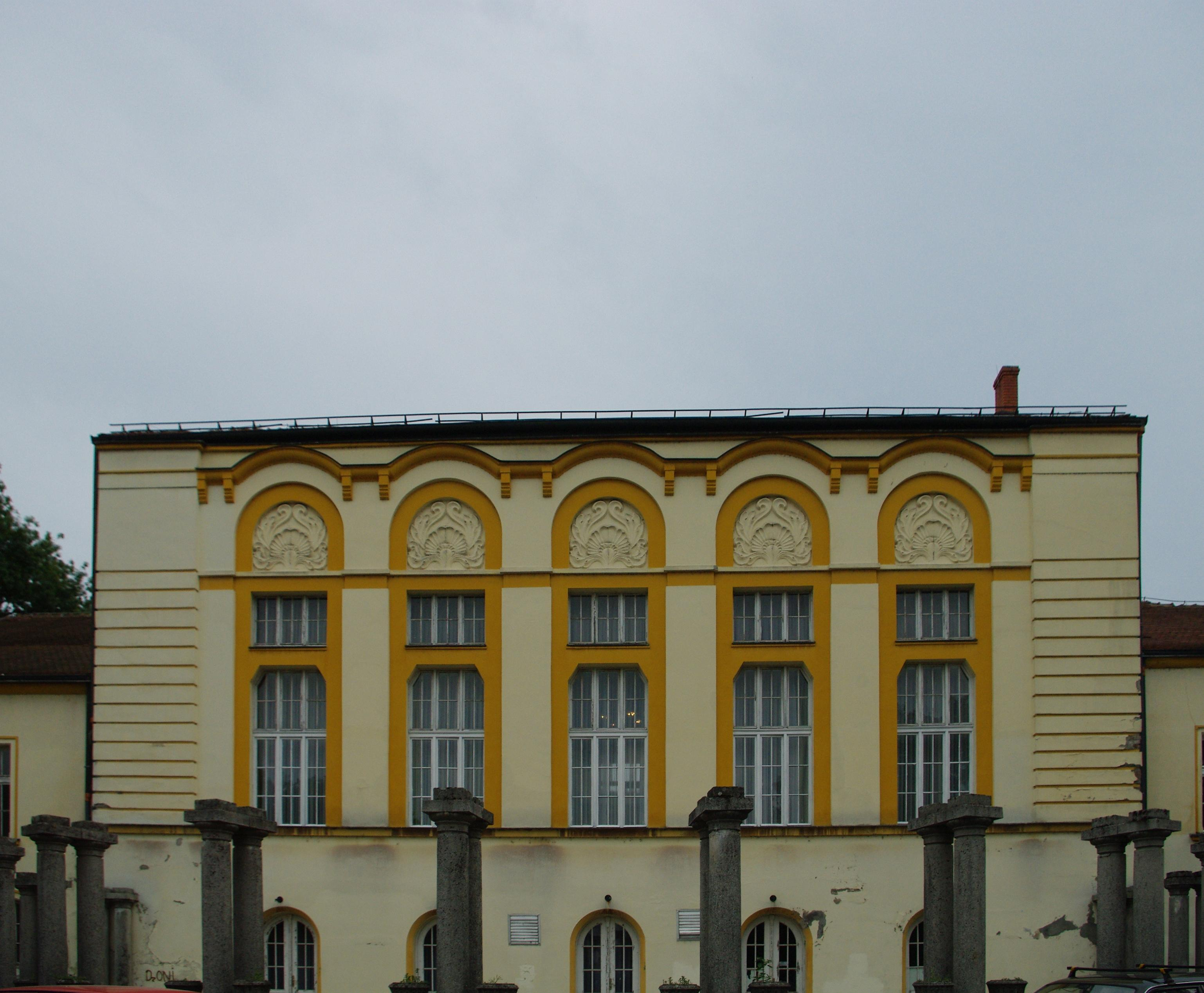
Kursalon
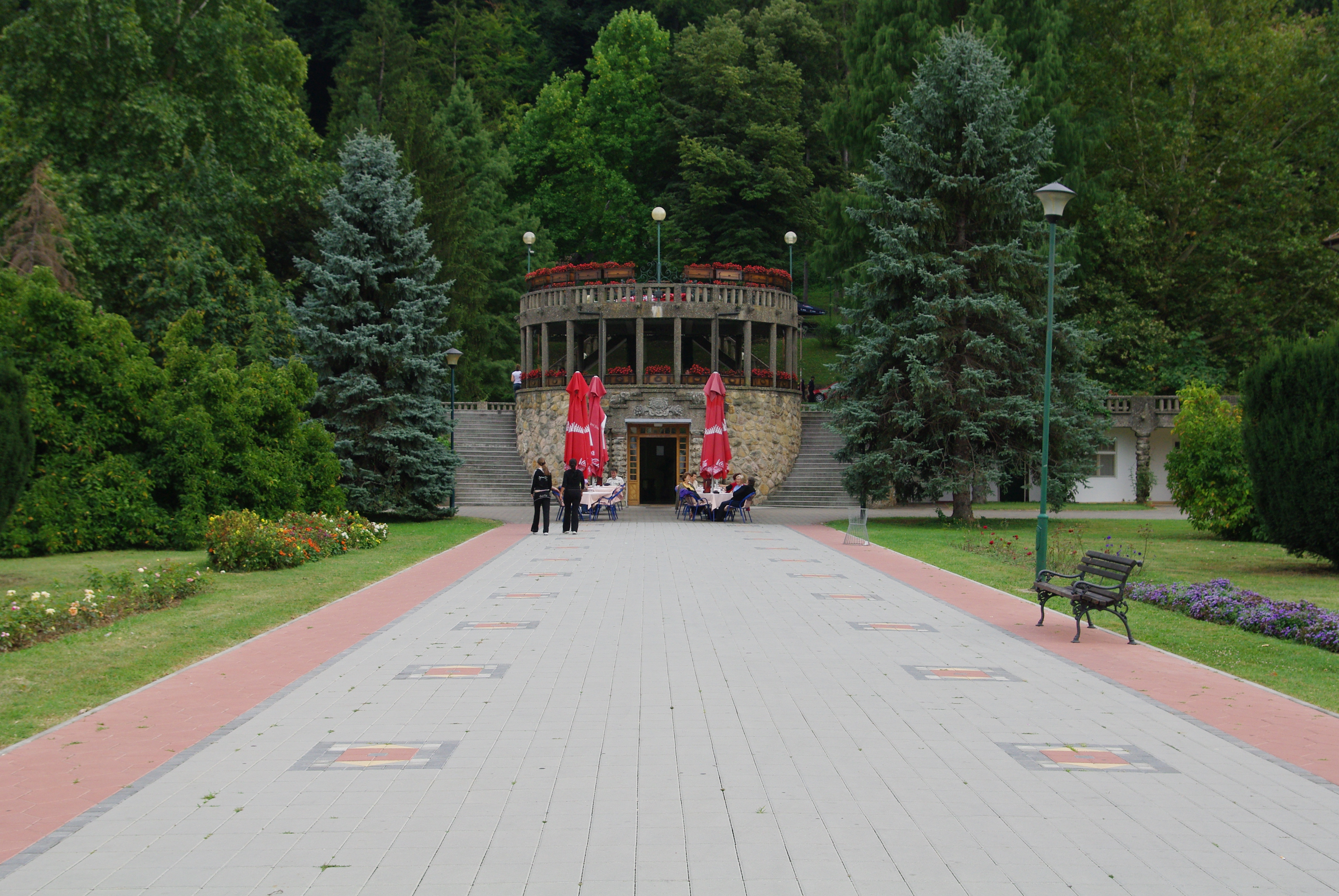
Zitadelle
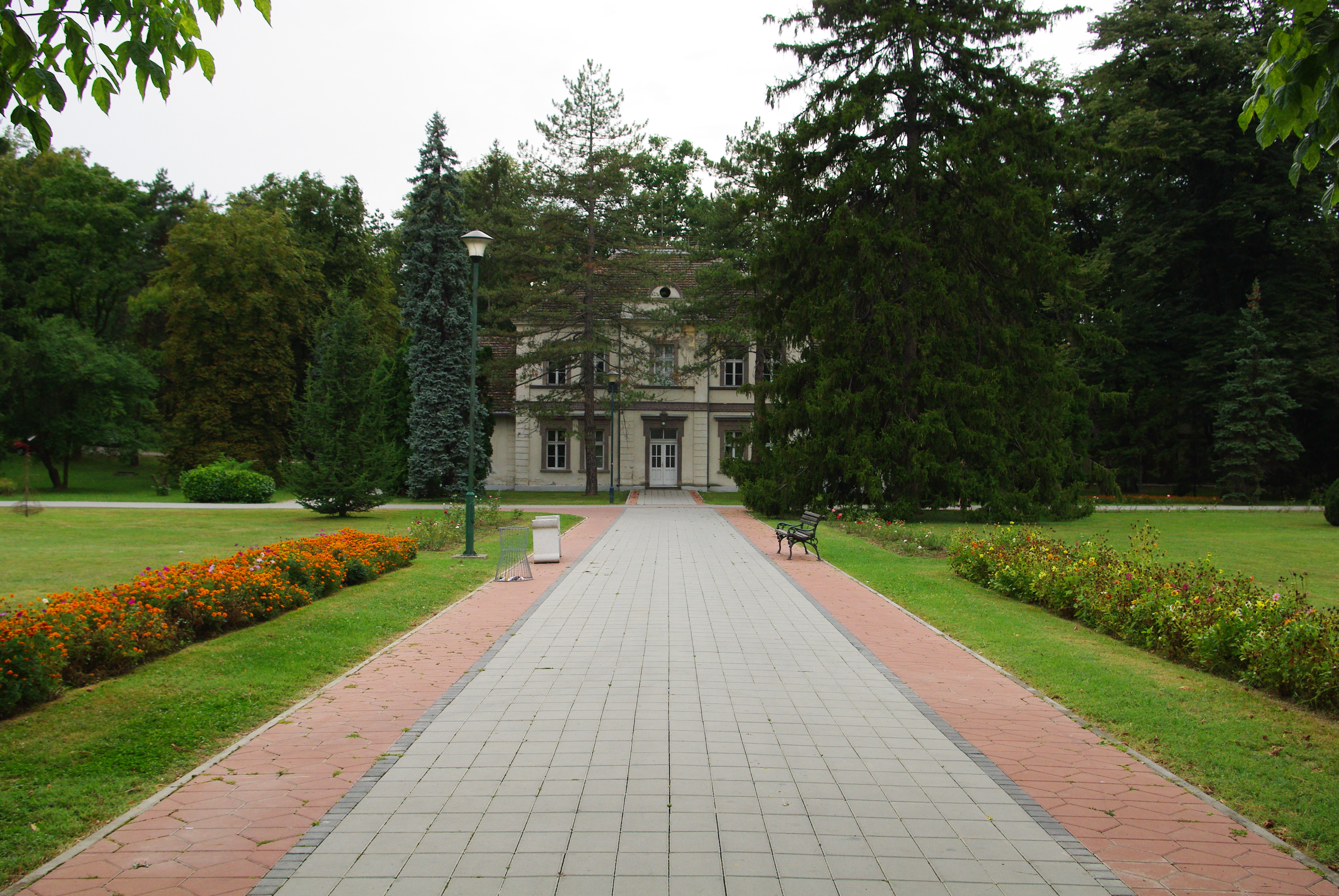
Einer der vielen verlassenen Villen
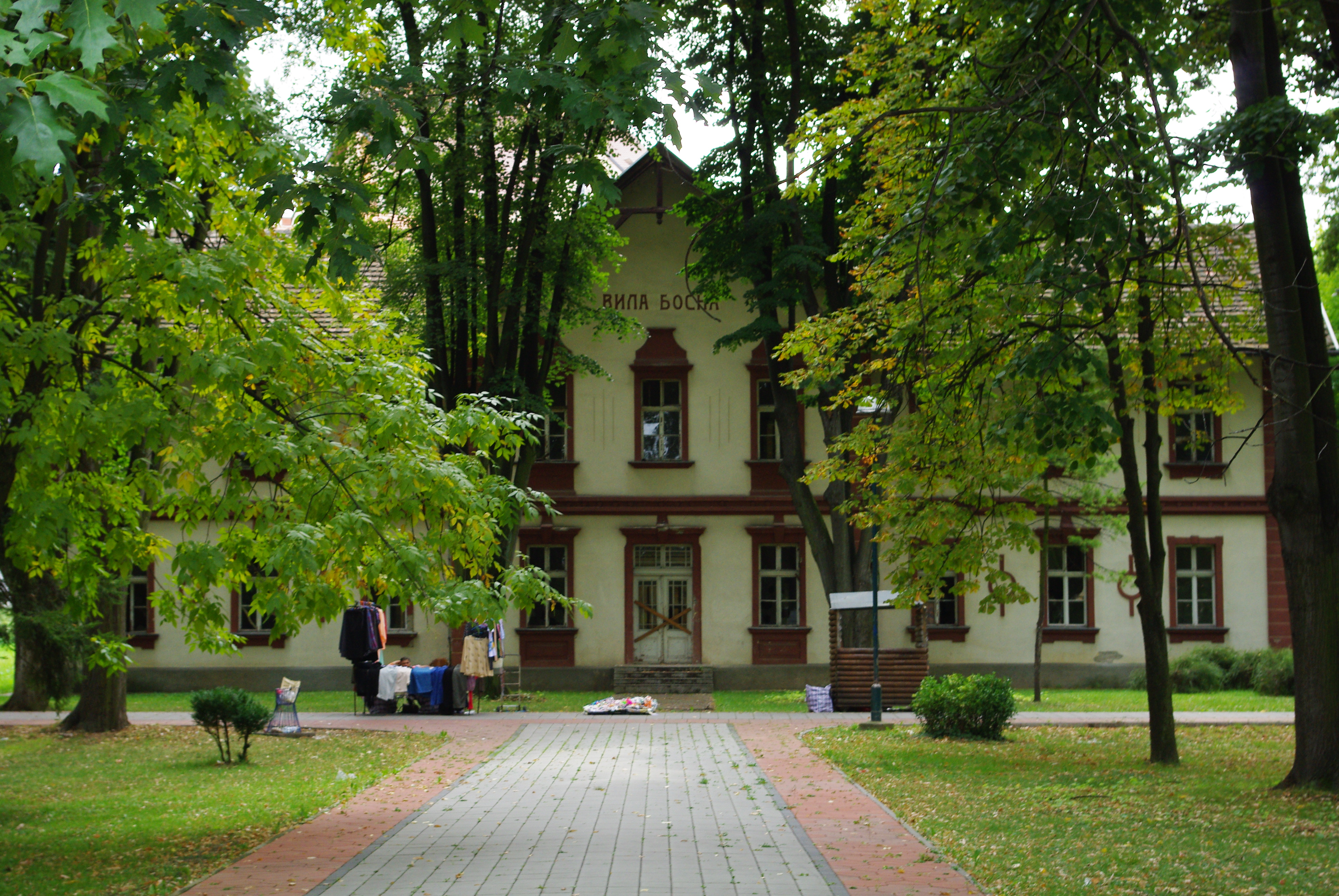
Villa Bosnien verlassen